# Incident Vela

Projection orthographique centrée sur l'archipel du Prince-Édouard, lieu de l'incident de Vela.

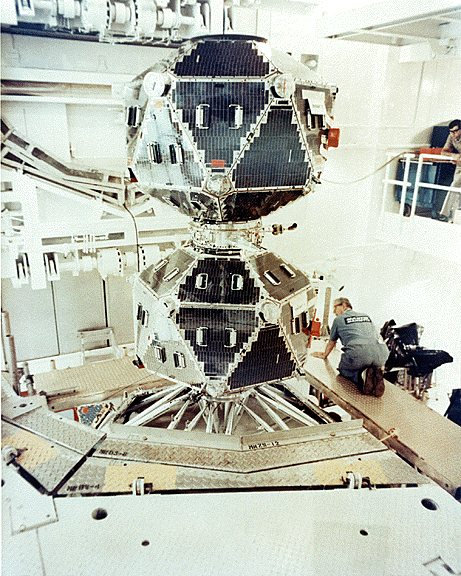
Satellites Vela 5A et 5B. Cette série d'engins a été lancée entre 1963 et 1970.

Pour les articles homonymes, voir Vela.
L'incident de Vela est la possible détection d'un essai nucléaire par un satellite américain de détection d'essais atomiques nommé Vela. Cet incident eut lieu le 22 septembre 1979.

## Détection
Un double éclair lumineux, caractéristique d'une explosion nucléaire atmosphérique, a été détecté le 22 septembre 1979 à 0 h 53 GMT par le satellite Vela 6911 lancé le 23 mai 1969. Ce type de satellite n'a qu'une capacité de détection, et non de localisation. Celle-ci fut obtenue grâce aux enregistrements de bouées hydrographiques, qui détectèrent une explosion à la même heure. La puissance dégagée n'aurait pas dépassé 4 kilotonnes.
Tous les doubles éclairs lumineux détectés auparavant par des satellites Vela avaient été provoqués par des tests nucléaires confirmés. Cependant, le détecteur d'impulsions électromagnétiques du satellite était hors service, ce qui ne permit pas d'écarter l'hypothèse d'un impact météorique.
Diverses explications naturelles ont été alors envisagées : les capteurs du satellite n'avaient peut-être rien vu d'autre que la succession rapide de deux éclairs d'orage ; ou bien un éclair orageux avait été fortuitement suivi par l'entrée dans l'atmosphère d'une météorite ; ou bien encore le satellite avait enregistré quasi simultanément un éclair et un reflet du soleil sur l'océan.
Des avions de l'US Air Force envoyés sur place effectuèrent vingt-cinq missions et ne détectèrent aucune trace de radioactivité anormale. En revanche, des taux anormalement élevés d'iode 131 ont été relevés en Australie dans les semaines qui suivirent[réf. nécessaire]. 
Un rapport de 1980 de l'Office of Science and Technology Policy, rendu public a conclu qu'il ne s'agissait probablement pas d'une explosion nucléaire.

## Éventuels auteurs
L'éventuel essai nucléaire n'a jamais été revendiqué par aucun pays. Il a eu lieu à proximité de l'île Marion, un territoire de l'Afrique du Sud, à une époque où ce pays n'avait probablement pas encore les moyens de fabriquer une bombe atomique. Dans leur livre de 2008 The Nuclear Express: A Political History of the Bomb and its Proliferation, Thomas C. Reed et Danny B. Stillman affirment que le flash était le résultat d'un test nucléaire conjoint entre Israël et l'Afrique du Sud, dans le cadre d'un échange entre la technologie israélienne et l'uranium sud-africain.
En 1993, le président de l'époque, Frederik Willem de Klerk, avait admis que l'Afrique du Sud possédait effectivement six armes nucléaires assemblées, et une septième en production, mais qu'elles avaient été démantelées (avant les premières élections multiraciales d'avril 1994). Il n'y a aucune mention spécifique de l'incident de Vela ou de la coopération israélienne dans le programme nucléaire sud-africain. Le 20 avril 1997, le quotidien israélien Haaretz citait le vice-ministre sud-africain des Affaires étrangères, Aziz Pahad, qui aurait confirmé que le "double éclair" venant de l'océan Indien provenait bien d'un essai nucléaire sud-africain. Haaretz a également cité des rapports antérieurs selon lesquels Israël aurait acheté 550 tonnes d'uranium à l'Afrique du Sud pour sa propre centrale nucléaire à Dimona. En échange, Israël aurait fourni à l'Afrique du Sud des informations sur la conception d'armes nucléaires et des matières nucléaires pour augmenter la puissance des ogives nucléaires. La déclaration d'Aziz Pahad a été confirmée par l'ambassade des États-Unis à Pretoria, en Afrique du Sud.
Samuel T. Cohen, le savant américain qui a conçu la bombe à neutrons estime, dans un article de David M. Bresnahan paru en 1999, qu'il s'agissait d'un test français d'une arme à neutrons en collaboration avec les États-Unis.